# Juglans ailantifolia
Горіх айлантолистий (Juglans ailantifolia) — дерево з родини горіхових (Juglandaceae). Має їстівні горіхи. Природний ареал — Японські острови і Сахалін.

## Синоніми
Juglans sieboldiana (горіх Зібольда), J. mandshurica var. sachalinensis тощо.
Поширена англійська назва — Japanese walnut («японський горіх»).

## Різновиди
Juglans ailantifolia var. ailantifolia і J. ailantifolia var. cordiformis (горіх серцеподібний).

## Охорона природи
Деякі екземпляри на території України є (або були) ботанічними пам'ятками природи, наприклад:
- Горіх Зібольда (Кам'янець-Подільський)
- Горіх Зібольда (с. Поліське)
- Алея горіха Зібольда (Вінниця)